# Dánia az 1960. évi téli olimpiai játékokon
Dánia az egyesült államokbeli Squaw Valleyben  megrendezett 1960. évi téli olimpiai játékok egyik részt vevő nemzete volt. Az országot az olimpián 1 sportágban 1 sportoló képviselte, aki érmet nem szerzett.

## Gyorskorcsolya
Férfi
| Versenyző   | Versenyszám | Eredmény | Helyezés |
| ----------- | ----------- | -------- | -------- |
| Kurt Stille | 1500 m      | 2:15,8   | 13.      |
| Kurt Stille | 5000 m      | 8:33,0   | 27.      |
| Kurt Stille | 10 000 m    | 17:00,0  | 17.      |